# Tres dies de Flandes Occidental 2011
Els Tres dies de Flandes Occidental 2011 foren la 65a edició dels Tres dies de Flandes Occidental, una cursa ciclista que es disputa per les carreteres de Flandes Occidental, Bèlgica. La cursa es va disputar entre el 4 i el 6 de març de 2011 i formava part de l'UCI Europa Tour 2011, amb una categoria 2.1.
El vencedor final fou el neozelandès Jesse Sergent (Team RadioShack), que dominà la cursa de cap a fi i també guanyà la classificació dels joves. En segona i tercera posició finalitzaren dos companys d'equip, el belga Sébastien Rosseler i el polonès Michał Kwiatkowski. En les classificacions secundàries Dominique Rollin (FDJ) guanyà la classificació per punts i dels esprints i el Team RadioShack fou el millor equip.

## Etapes
| Etapa | Data      | Recorregut                |                           | Km    | Vencedor d'etapa     | Líder de la general |
| ----- | --------- | ------------------------- | ------------------------- | ----- | -------------------- | ------------------- |
| Pr.   | 4 de març | Middelkerke - Middelkerke | Contrarellotge individual | 7,0   | Jesse Sergent (NZL)  | Jesse Sergent (NZL) |
| 1a    | 5 de març | Bruges - Kortrijk         | Etapa plana               | 174,9 | John Degenkolb (GER) | Jesse Sergent (NZL) |
| 2a    | 6 de març | Nieuwpoort - Ichtegem     | Etapa plana               | 195,5 | Nico Eeckhout (BEL)  | Jesse Sergent (NZL) |

## Classificació final
|    | Ciclista                 | Equip                   | Temps      |
| -- | ------------------------ | ----------------------- | ---------- |
| 1  | Jesse Sergent (NZL)      | Team RadioShack         | 8h 33' 02" |
| 2  | Sébastien Rosseler (BEL) | Team RadioShack         | + 10"      |
| 3  | Michał Kwiatkowski (POL) | Team RadioShack         | + 10"      |
| 4  | Dominique Rollin (CAN)   | FDJ                     | + 15"      |
| 5  | Matthieu Ladagnous (FRA) | FDJ                     | + 18"      |
| 6  | Jens Mouris (NED)        | Vacansoleil-DCM         | + 19"      |
| 7  | Jimmy Engoulvent (FRA)   | Saur-Sojasun            | + 20"      |
| 8  | Niko Eeckhout (BEL)      | An Post-Sean Kelly      | + 24"      |
| 9  | Sébastien Chavanel (FRA) | Team Europcar           | + 33"      |
| 10 | Klaas Lodewyck (BEL)     | Omega Pharma-Quick Step | + 40"      |

## Evolució de les classificacions
| Etapa               | Vencedor            | Classificació general | Classificació per punts | Classificació de les metes volants | Classificació dels joves | Classificació per equips |
| ------------------- | ------------------- | --------------------- | ----------------------- | ---------------------------------- | ------------------------ | ------------------------ |
| 1                   | Jesse Sergent       | Jesse Sergent         | Jesse Sergent           | no entregat                        | Jesse Sergent            | Team RadioShack          |
| 2                   | John Degenkolb      | Jesse Sergent         | Jesse Sergent           | David Boucher                      | Jesse Sergent            | Team RadioShack          |
| 3                   | Nico Eeckhout       | Jesse Sergent         | Dominique Rollin        | Dominique Rollin                   | Jesse Sergent            | Team RadioShack          |
| Classificació final | Classificació final | Jesse Sergent         | Dominique Rollin        | Dominique Rollin                   | Jesse Sergent            | Team RadioShack          |